# Chùa Linh Phong (Bình Định)
Linh Phong Thiền Tự còn gọi là chùa Ông Núi, là một ngôi cổ tự danh tiếng ở Bình Định, Việt Nam.

## Nơi tọa lạc
Trên sườn phía Đông Nam núi Bà, cách thành Trà Bàn (Đồ Bàn) hơn 30 dặm; nay thuộc địa phận thôn Phương Phi (xã Cát Tiến, huyện Phù Cát, tỉnh Bình Định), trước đây có một ngôi chùa cổ có tên là Linh Phong Thiền Tự.
Đây là một danh lam thắng cảnh của tỉnh, sách Đại Nam nhất thống chí chép: 
Chùa Linh Phong ở thôn Phương Phi, huyện Phù Cát, lưng dựa vào núi cao (núi Bà), mặt trông ra đầm Biển cạn (tức đầm Thị Nại), xung quanh có nước suối lượn quanh phong cảnh thật đẹp.
Sách Đại Nam dư địa chi ước biên chép: 
Chùa Linh Phong ở thôn Phương Phi, huyện Phù Cát, lưng dựa núi cao, nhìn ra đầm Hạc Hải (tức đầm Thị Nại), hoa cỏ đẹp tươi. Nên có câu: "Mây lành khắp chốn, chùa Linh Phong bao bọc hoa tươi", và có câu đối (bằng chữ Hán) dịch ra như sau:
Bờ biển dấy duyên lành, mưa móc khắp trời nhuần đẹp đất;
Linh Phong ngưng khí tốt, mây lành mọi chốn phủ nhân gian.

## Lịch sử
Tương truyền vào năm Nhâm Ngọ (1702) đời chúa Nguyễn Phúc Chu, có một nhà sư Trung Quốc, tên tục là Lê Ban (?) đến hang đá phía đông núi Bà để ẩn tu . Sau nhà sư mới đến lưng chừng núi "phát gai dại, vác đá to xây chỗ này, lấp chỗ kia, kết cỏ làm tranh, dựng lên am nhỏ, đặt tên là chùa Dũng Tuyền".
Năm Quý Sửu (1733), chúa Nguyễn Phúc Chú vì mộ đức nhà sư nên ban hiệu là Tịnh Giác Thiện Trì Đại Lão Thiền Sư, và lệnh xây cất lại Dũng Tuyền tự thành một ngôi chùa lớn lợp ngói, đặt tên là Linh Phong Thiền Tự.
Theo "Linh Phong tự ký" của danh thần Đào Tấn, thì thiền sư viên tịch "trong thời loạn lạc" (ám chỉ thời Tây Sơn). Sau đó, các đồ chúng lập tháp thờ ở bên phải chùa vào năm Thái Đức (niên hiệu của Nguyễn Nhạc) thứ 8 (1785).
Đến năm Gia Long thứ 7 (1808), nghe lời Thánh mẫu là Hoàng hậu Hiếu Khương, nhà vua ban lệnh không cho ai được xâm phạm hay lấy các vật dụng ở chùa trong khi chờ đợi trùng tu. 
Tuy nhiên, mãi đến đời Minh Mạng, chùa Linh Phong mới được sửa sang lớn. Sử nhà Nguyễn kể: "một hôm nhà vua bị bệnh, vừa chợp mắt thì mộng thấy một vị sư già mặc áo vỏ cây đứng bên giường hầu quạt, đến sáng thì khỏi bệnh. Khi ngự triều, nhà vua đem chuyện ấy hỏi các quan, có người tâu rằng vị sư già đó có lẽ là Linh Phong thiền sư ở chùa Linh Phong ngày xưa". Vì vậy, năm 1826, nhà vua ban cho chùa này một chiếc áo cà sa mới may để thờ, đồng thời cho lấy 120 lượng bạc ở trong kho để trùng tu lại chùa .
Đến năm 1884-1885, dưới triều Kiến Phúc và Hàm Nghi, đại thần Đào Tấn "bỏ quan về Nam, ẩn giấu tích ở chùa Linh Phong để lánh loạn".
Năm 1895, Đào Tấn được bổ làm Thượng thư bộ Công ". vì muốn sửa sang ngôi cổ tự, nên ông đem việc ấy tâu lên Tây cung (chỉ mẹ vua Thành Thái). Nghe lời mẹ, vua Thành Thái bèn giao cho tỉnh thần 70 lạng bạc lo việc trùng tu chùa, đồng thời sai hiểu dụ dân trong tỉnh quyên góp thêm, đến tháng 8 (âm lịch) năm Đinh Dậu (1897) thì hoàn tất, và quang cảnh chùa lúc bấy giờ rất đẹp .
Sau đó trải qua thời gian và chiến tranh, ngôi cổ tự trên chỉ còn lại cổng tam quan ở mặt đông và một bửu tháp. Năm 2004, một ngôi chùa mới đã dựng trên vị trí của chùa Linh Phong ngày xưa.

## Thông tin liên quan
- Năm Quý Sửu (1733), khi chùa Linh Phong được dựng kiên cố lần đầu, chúa Nguyễn Phúc Chú có ban cho ban chùa một tấm hoành và hai tấm liễn đối. Tấm hoành trên có khắc bốn chữ "Linh Phong Thiền Tự", phía trái khắc chữ "Vĩnh Khánh, tháng Giêng năm Quý Sửu", phía mặt có khắc chữ "Quốc Chủ ngự đề".

Trên hai tấm liễn có khắc câu đối như sau:
Hải ngạn khởi lương nhân, pháp vũ phổ thiên tư Phật thổ;
Linh Phong ngưng thoại khí, tường vân biến địa ấm nhân gian.
Nghĩa là:
Bờ biển gặp duyên may, mưa pháp khắp trời thấm nhuần đất Phật;
Núi Linh đọng khí tốt, mây lành khắp chốn che chở người đời .
- Ngoài những câu hát về chùa Ông Núi (tức chùa Linh Phong) còn lưu truyền trong dân gian, còn có một số thơ viết về ngôi cổ tự này, trong số đó có thơ của Phan Thanh Giản, Đào Tấn [9], Võ Kiêm, Quách Tấn...Giới thiệu hai đoạn hát dân gian:

Cây che đá chất chập chồng,
Biển giăng dưới núi chùa lồng trong mây.
Bụi đời không bợn mảy may,
Chút thân rộng tháng dài ngày thảnh thơi.
Và:
Ông Núi đi đâu
Bỏ bầu sơn thủy
Đủ nhân đủ trí
Thêm vỹ thêm kỳ...
Chùa xưa nhạt bóng tà huy,
Xui lòng non nước nặng vì nước non .

## Sách tham khảo
- Quốc sử quán triều Nguyễn (Cao Xuân Dục làm Tổng tài), Đại Nam chính biên liệt truyện (bản dịch, trong bài gọi tắt là "Chính biên"). Nhà xuất bản Văn học, 2004.
- Quốc sử quán triều Nguyễn (Cao Xuân Dục làm Tổng tài), Đại Nam dư địa chi ước biên. Nhà xuất bản Văn học, 2003.
- Đào Tấn, "Linh Phong tự ký" (viết năm 1903) in trong Lịch sử Phật giáo Đàng Trong của Nguyễn Hiền Đức. Nhà xuất bản Thành phố Hồ Chí Minh, 1995, tr. 111-115.
- Thích Thanh Từ, Thiền sư Việt Nam. Thành hội Phật giáo Thành phố Hồ Chí Minh ấn hành, 1992.
- Quách Tấn, Bước lãng du. Nhà xuất bản Trẻ, 1996.
- Quách Tấn, Nước non Bình Định (đoạn liên quan )